# آشیانه گرگ‌ها: کمین
آشیانه گرگ‌ها: کمین (به ترکی استانبولی: Kurtlar Vadisi Pusu) یک مجموعه تلویزیونی در ژانر اکشن، درام و سیاسی ساخت کشور ترکیه است که توسط شرکت فیلم‌سازی پانا فیلم تولید شده و ادامه مجموعه تلویزیونی آشیانه گرگ‌ها است که در ۱۵ ژانویه ۲۰۰۳ پخش شد و ۹۷ قسمت به طول انجامید و با مجموعه تلویزیونی آشیانه گرگ‌ها: وحشت که در سال ۲۰۰۷ منتشر شد خاتمه یافت. این سریال که شامل ۱۰ فصل است، با سیصدمین قسمت خود که در تاریخ ۱۶ ژوئن ۲۰۱۶ منتشر شد به پایان رسید.
مجموعه تلویزیونی آشیانه گرگ‌ها: کمین در ژانر اکشن، مافیایی و سیاسی، در ۱۹ آوریل ۲۰۰۷ با نام دیگری در شو تی‌وی دوباره نمایش داده شد، که ۳ فصل اول آن در شو تی‌وی پخش شد. در فصل ۴ به دلایل مالی به استار تی‌وی منتقل شد. با این حال، به دلیل همپوشانی مکرر قسمت‌های این سریال با مسابقات لیگ یوفا در لیگ اروپا که عصرهای پنجشنبه پخش می‌شد، پس از یک فصل، قرارداد خود را فسخ و در فصل ۵ به آتی‌وی انتقال داده شد. در فصل ۶ به شبکهٔ  انتقال داده شد و مجدداً به دلیل تعطیلی شبکهٔ تی‌ان‌تی، فصل‌های ۷ و ۸ از آتی‌وی پخش شد. بعداً فصل‌های ۹ و ۱۰ از کانال د پخش شد.
از زمان شروع فصل دوم سریال آشیانه گرگ‌ها: کمین، اولین سری این مجموعه، هر قسمت آن در روز پنجشنبه پخش می‌شد.

## داستان
پولاد علمدار مأموریتی را که به او داده شده بود با موفقیت انجام داد و شورای گرگ‌ها را که در راس مافیای ترکیه بود فرو ریخت و پایان ساختار مافیایی در ترکیه را به ارمغان آورد. او پس از انجام صحیح این وظیفه، رئیس سازمان امنیت عمومی، کا.گ. ت می‌شود و برای انجام عملیات‌های مهم از طرف دولت اقدام می‌کند. اما مأموریت جدید او عمیق‌تر و خطرناک تر است. در این مأموریت جدید، او با سازمان‌های تروریستی، افراد دولتی و استخباراتی مهم درگیر شده و سیستم مافیایی زیر زمینی را مورد هدف قرار می‌دهد…

## بازیگران و شخصیت‌ها
| بازیگر                    | شخصیت                  | توضیحات |
| ------------------------- | ---------------------- | ------- |
| نجاتی شاشماز              | پولاد علمدار           |         |
| گورکان اویگون             | مماتی                  |         |
| کنعان چوبان               | عبدالحی چوپان          |         |
| Erhan Ufak                | گولو ایرهان            |         |
| Cahit Kayaoğlu            | جاهد کایا              |         |
| Emin Olcay                | عمر جاندان             |         |
| Serpil Tamur              | نظیفه جاندان           |         |
| Gaye Gürsel               | صفیه کاراهانلی         |         |
| هاکان بویاو               | کارا                   |         |
| Çiğdem Batur              | لیلا ترکمن             |         |
| خدیجه شندیل               | ابرو دورو              |         |
| Osman Wöber               | تونجای                 |         |
| Sönmez Atasoy             | دایی هالو              |         |
| Doğa Sakarya              | الیف علمدار            |         |
| Halil İbrahim Kalaycıoğlu | ذوالفقار آقا           |         |
| علی سورملی                | شرف                    |         |
| Ali Buhara Mete           | آکیف دیویچی            |         |
| Ertuğrul Şakar            | یاسین                  |         |
| بوراک سوینچ               | تیمور                  |         |
| گورکم سویندیک             | پوسات چاکیر            |         |
| موسی اوزونلار             | اسکندر                 |         |
| Can Gürzap                | داود تاتاراوغلو        |         |
| Sema Şimşek               | ایجی تاتاراوغلو        |         |
| Hüseyin Avni Danyal       | یالچین بولوت           |         |
| ظفر الگوز                 | یالچین ییلدیز          |         |
| Tarkan Tüzmen             | آلپر اوزگنچ            |         |
| مسعود آکوستا              | اونسال کمال آلنیاچیک   |         |
| Ümit Acar                 | ارسوی                  |         |
| Recep Cinisli             | مته آغیر               |         |
| İbrahim Gündoğan          | مته آیمار              |         |
| دفنه سامیلی               | زینب اوغوز/ آسیه تونا  |         |
| Levent Can                | فهمی کوزوزاده          |         |
| Yılmaz Meydaneri          | حقی بافرالی            |         |
| Doğuhan Güney             | یوسف کوزوزاده          |         |
| Mauro Martino             | کارون                  |         |
| Ertan Saban               | گولگه                  |         |
| Orhan Edip Ertürk         | تیلکی اندریی           |         |
| عثمان سویکوت              | آرون فلر               |         |
| Gülçin Çakır              | لاله زهرا آیناجی       |         |
| مصطفی اوستونداع (بازیگر)  | نورو                   |         |
| Şekip Taşpınar            | جواد آکارسو            |         |
| Bozkurt Kuruç             | محمد قدرت هازارباوغلو  |         |
| Neco                      | محمد فکرت هازاربی‌اوغلو |         |
| Selçuk Özer               | توران کاچگار           |         |
| Ecder Akışık              | جلال کاراجادا          |         |
| نفیسه کاراتای             | آهو توروس              |         |

## انتشار
| فصل    | روز و ساعت پخش | شروع فصل        | پایان فصل    | تعداد قسمت‌های فیلمبرداری شده | محدوده پخش | سال انتشار | کانال تلویزیونی    |
| ------ | -------------- | --------------- | ------------ | ---------------------------- | ---------- | ---------- | ------------------ |
| فصل ۱  | پنجشنبه ۲۰:۰۰  | ۱۹ آوریل ۲۰۰۷   | ۱۴ ژوئن ۲۰۰۷ | ۹                            | ۱–۹        | ۲۰۰۷       | شو تی‌وی            |
| فصل ۲  | پنجشنبه ۲۰:۰۰  | ۲۰ سپتامبر ۲۰۰۷ | ۵ ژوئن ۲۰۰۸  | ۳۲                           | ۱۰–۴۱      | ۲۰۰۷–۲۰۰۸  | شو تی‌وی            |
| فصل ۳  | پنجشنبه ۲۰:۰۰  | ۹ اکتبر ۲۰۰۸    | ۱۱ ژوئن ۲۰۰۹ | ۲۲                           | ۴۲–۶۳      | ۲۰۰۸–۲۰۰۹  | شو تی‌وی            |
| فصل ۴  | پنجشنبه ۲۰:۰۰  | ۲۴ سپتامبر ۲۰۰۹ | ۳ ژوئن ۲۰۱۰  | ۳۰                           | ۶۴–۹۳      | ۲۰۰۹–۲۰۱۰  | استار تی‌وی         |
| فصل ۵  | پنجشنبه ۲۰:۰۰  | ۲۳ سپتامبر ۲۰۱۰ | ۹ ژوئن ۲۰۱۱  | ۳۵                           | ۹۴–۱۲۸     | ۲۰۱۰–۲۰۱۱  | شبکه آتی‌وی (ترکیه) |
| فصل ۶  | پنجشنبه ۲۰:۰۰  | ۲۲ سپتامبر ۲۰۱۱ | ۷ ژوئن ۲۰۱۲  | ۳۳                           | ۱۲۹–۱۶۱    | ۲۰۱۱–۲۰۱۲  | تی‌ان‌تی             |
| فصل ۷  | پنجشنبه ۲۰:۰۰  | ۱۳ سپتامبر ۲۰۱۲ | ۶ ژوئن ۲۰۱۳  | ۳۴                           | ۱۶۲–۱۹۵    | ۲۰۱۲–۲۰۱۳  | شبکه آتی‌وی (ترکیه) |
| فصل ۸  | پنجشنبه ۲۰:۰۰  | ۱۲ سپتامبر ۲۰۱۳ | ۱۲ ژوئن ۲۰۱۴ | ۳۴                           | ۱۹۶–۲۲۹    | ۲۰۱۳–۲۰۱۴  | شبکه آتی‌وی (ترکیه) |
| فصل ۹  | پنجشنبه ۲۰:۰۰  | ۱۸ سپتامبر ۲۰۱۴ | ۱۱ ژوئن ۲۰۱۵ | ۳۴                           | ۲۳۰–۲۶۳    | ۲۰۱۴–۲۰۱۵  | کانال د            |
| فصل ۱۰ | پنجشنبه ۲۰:۰۰  | ۱۷ سپتامبر ۲۰۱۵ | ۱۶ ژوئن ۲۰۱۶ | ۳۷                           | ۲۶۴–۳۰۰    | ۲۰۱۵–۲۰۱۶  | کانال د            |

## واژه‌شناسی
- شورای بزرگان: یک سازمان مخفی دولتی تُرک هستند که از روز تأسیس دولت وجود دارد. این برای دولت ترکیه مفید است تا به یک قدرت منطقه ای در برابر قدرت‌های جهانی تبدیل شود.
- آکساچلی: او عضوی از هیئت رئیسه است و شخصی است که از بین اعضا انتخاب می‌شود و ریاست کمیته را بر عهده دارد. آخرین آکساچلی، استاد است.
- نائیپ (Naip): او مرد شماره یک و دستیار آکساچلی است. او عضو هیئت نیست.
- کتاب قرمز: این کتابی است که شامل تمام اسرار ترکیه است. مکان اسلحه‌های مخفی، اتاق‌های مخفی، مراکز تحقیقات استراتژیک و افرادی که به هیئت وابسته هستند که نقشی اساسی در توسعه استراتژی کشور دارند، در این کتاب گنجانده شده است. کتاب قرمز تحت حمایت شورای بزرگان است.
- کتاب شجره نامه: کتابی است که در آن افراد به‌خصوصی در صورت مرگ همه اعضای هیئت، هیئت جدید را تشکیل می‌دهند.
- Guardians Rasadi: تیمی که حافظ کتاب شجره نامه هستند. هیچ‌کس نمی‌داند آنها چه کسانی هستند یا کجا هستند. کتاب شجره نامه ضروری نیست.
- کوه خدا: این قدیمی‌ترین سنت ترک‌ها است، متوفیان را به کوه خدا فرستاده‌اند.
- سازمان امنیت عمومی (کا.گ. ت:KGT): این یک سازمان اطلاعاتی مخفی است. این بنا توسط دوعو اشرف اوغلو تأسیس شد. اولین رئیس آن اصلان آک‌بی است. اگرچه این یک نهاد غیررسمی است اما مستقیماً در اختیار شورای بزرگان است. آخرین رئیس‌جمهور آن محسن است.
- آژانس امنیت سایبری : تابع شورای بزرگان است. مسئول امنیت سایبری، اردم آخرین کارشناس امنیت سایبری بود. پس از مرگ وی دوباره ساخته نشد.
- آژانس امنیت مالی : تابع شورای بزرگان است. این مؤسسه ای است که در جنگ‌های جهانی سرمایه به سود کشور کار می‌کند. سامی بی (آقای سامی) آخرین رئیس این مؤسسه بود و پس از مرگ وی مجدداً تأسیس نشد.
- تخته سیاه : این یک تیم وابسته به شورای بزرگان است. این تیم با تیم Armageddon می‌جنگد. این بنا توسط کارا به دستور پولات علمدار تأسیس شد. با این حال، هنگامی که مرگ غیرمنتظره کارا و اعضای تیم باقی مانده در سوریه توسط سازمان İEDİD کشته شدند، تیم با دستور پولات دوباره توسط یاسین تأسیس شد و به مبارزات خود ادامه داد و IDEDID را شکست داد و آن را پراکنده کرد. آخرین رهبر آن یاسین است.
- اوجاک‌لار (Ocaklar) : هنگامی که جنگ جهانی اول آغاز شد، امپراتوری عثمانی استانبول را که مرکز آن بود محکم نگه داشت تا بتواند از این طریق دفاع بهتری انجام دهد و در سرزمین‌های روملیا و شبه جزیره عربستان دولت‌های جدیدی تأسیس کند. امپراتوری عثمانی از طریق معادن سنگی مستقر در این ایالت‌ها، با تعداد کل ۵۲ کشور، بر این ایالت‌ها سلطه داشت. کانون‌ها نقش اصلی را در پیروزی در جنگ استقلال ترکیه در آناتولی داشتند. این معادن سنگین موجودیت خود را در دوره جمهوری خواهان حفظ کرده و تا به امروز باقی مانده‌اند. پس از مرگ بابا عمر، سوها طارق، منشی مخفی استانبولی اوجاک‌لار، به پولات اطلاع داد که رئیس مخفی رئیس اوجاک‌لار، بابا عمر است و وصیت نامه مخفی خود را اعلام کرد. بابا عمر؛ وی در وصیت نامه مخفی خود خواست که رهبری اوجاک‌لار به پولات داده شود. سوها طارق به پولات اطلاع داد که با گرفتن سر اوجاک‌لار کسی برای جنگ با دشمنان وجود ندارد، زیرا دلیلی که منقل علی‌رغم وجود آن نمی‌تواند اقدام مهمی انجام دهد، اما این قابل فهم است که پولات می‌تواند انجام دهد این وظیفه را با عملیات هرم انجام دهد؛ بنابراین، پولات این را پذیرفت و رئیس اوجاک‌لار شد. آخرین رهبر اوجاک‌لار، پولات علمدار است.

- شورای گرگها : قدرت برتر مافیا است. این شورا در سال ۱۹۸۳ تحت سلطه محمد کاراهانلی تأسیس شد و تأثیرگذارترین سالهای آن بین سالهای ۲۰۰۳ و ۲۰۰۵ بود. این شورا در سال ۲۰۰۵ با عملیاتی که توسط نظام الدین گو ونچ به دستور معبدها و قتل لاز ضیا و سرانجام توسط پولات علمدار آغاز شد منحل شد. پس از آن، تمپلارها به فهمی کوزوزاده، فرزند وهاب کوزوزاده دستور دادند که شورا را مجدداً تأسیس کنند و فهمی نیز به زودی شورا را تأسیس کرد. در این شورا، همه اعضا توسط پولات علمدار و آخرین بارون، فهمی کوزوزاده، توسط زینب اوعوز، عضو سابق KGT کشته شدند.

- زیرمجموعه امنیت ملی : نام دیگر آن زیرمجموعه امنیت عمومی است. این زیرمجموعه زیرمجموعه ای است که توسط اسکندر بویوک اداره می‌شود. هنگامی که اسکندر به دلیل مشکلات عمده سلامتی برکنار شد، اونسال کمال آلنیاچیک به عنوان معاون وزیر منصوب شد و پس از مرگ وی منحل شد.
- گلادیو: جنگ سرد این یک سازمان بزرگ دولتی عمیق است که در آن دوره تأسیس شده است. فعال‌ترین دوره در ترکیه بین سالهای ۱۹۸۰–۱۹۶۰ بود. مهم‌ترین نمایندگان آرون فلر و بولنت فوات آراس هستند و اسکندر بویوک توسط آنها بدون اطلاع آنها مورد استفاده قرار گرفت. پس از کشته شدن آرون فلر توسط پولات علمدار، جوزف بیل، نماینده سیا ترکیه، جانشین وی، توسط موساد و شامیر هبرون، نماینده موساد در ترکیه، توسط پولات علمدار در شمال عراق و بعد از اعتراف کنندگان که به آنها خدمت می‌کردند، کشته شدند. با پراکنده شدن، قدرت خود را به‌طور کامل از دست داد و کشور ترکیه را ترک کرد.

## دشمنان پولاد
خطرناکترین دشمنان پولاد
- اسکندر کبیر
- ارسوی الوبی
- آرون فیلر
- پویراز
- آندری روباه
- کاهنان معبد
- سایه
- وورال زچکین ( رییس استخبارات)
- جواد آقارصو

کم خطرترین دشمنان پولاد
- اونصال کمال
- متی آیمار

## دوستان و افراد پولاد
- ذوالفقار آقا
- یالچین بولوت
- شرف زازا اوغلو ( به طور کلی خانواده زازا اوغلو)
- مورو
- تونجای کانتارجی
- کارا
- تیمور
- خلیل ابراهیم کاپار
- ارکان
- احسان شربت

## افراد هیئت بزرگان
۱- عادل اشرف اغلو فرد مهم استخباراتی و یکی از ریش سفیدهای هیئت بزرگان است. او افراد مهمی مثل محمد قرخانلی و اصلان آکبی را آموزش داده است و همچنین عملیات وادی گرگها را با برادر خود طرح‌ریزی کرده است. او نیز دوست قدیمی بابا عمر، پدر پولاد علمدار است.
ابتدا پولاد به او شک می‌کند که به هیئت خیانت کرده باشد سپس به مخفیگاه او حمله کرده و پس از بازجویی می‌داند که فرد خائن، آقا عادل نبوده. سپس او را آزاد می‌کند اما آقا عادل بخاطر اشتباه پولاد او را به مأموریتی می‌فرستد که زنده برآمدن از آن، دشوار است.
سپس هنگامی که توسط اعضای هیئت دستور اعدام او به دلیل نا کارآمدی صادر می‌شود، با توافق خودش و توسط افراد زیر دست خودش، با طناب خفه می‌شود.
۲- آقا سنجر در جوانی و به همراه اصلان آکبی توسط آقا عادل آموزش دید و عملیات‌های زیادی را انجام داد. در جریان یکی از عملیات‌ها در لبنان او قادر به راه رفتن نبود. آقا سنجر یک استاد استراتژیست در هیئت بزرگان است. وی با نقشه ای که طراحی می‌کند، مماتی و رئیس بزرگان را از بین می‌برد و همچنین آقا عادل را در وضعیت دشواری قرار می‌دهد. هنگامی که مشخص می‌شود او به هیئت خیانت کرده، او را کنار می‌گذارند. هنگامی که در بیمارستان بستری است توسط ارکان با بالشت خفه می‌شود؛ زیرا او از ارکان برای کشتن مماتی سوءاستفاده کرده بود.
۳- ارکان توسط اصلان آکبی آموزش دیده و وارد شورای بزرگان می‌شود. او از کسانی است که در قتل مماتی دست داشته است اما بعد از این که می‌داند از او سوءاستفاده شده، به عضوی از گروه پولاد تبدیل می‌شود. او توسط بمبی که پویراز منفجر می‌کند کشته می‌شود.
۴- سمیح از افراد بزرگان و بخش مهمی از توطئه سنجر بود. سمیح به ارکان دستور قتل مماتی را می‌دهد. اما پس از مدتی معلوم می‌شود سمیح خائن است و توسط ارکان بازجویی می‌شود اما در همان لحظه متی آیمار به محل بازجویی حمله کرده و سمیح را نزد آقا سنجر می‌برد. سنجر با مخلوط کردن سم در چای او، سمیح را از بین می‌برد تا افشا نشود.
۵- یالچین بولوت در کودکی توسط بزرگان آموزش دید و برای نابودی داوود تاتاراغلو وارد شرکت او شد و تحت امر او کار کرد. در اوایل سریال، بولوت یکی از خطرناکترین دشمنان پولاد است و سعی می‌کند افراد پولاد و خود پولاد را از بین ببرد اما هر بار شکست می‌خورد.
بعداً او و مماتی شراکت را شروع کرده و به دوستان صمیمی تبدیل می‌شوند. او تحت امر پولاد کار می‌کند و به او بسیار وفادار می‌ماند و عملیات‌های مختلفی را با هم انجام می‌دهد.
سر انجام توسط اوزجان، برادر زاده ذوالفقار که قصد داشت مماتی را از بین ببرد، مورد اصابت گلوله قرار گرفته و کشته می‌شود. کشته شدن او شروع افسردگی مماتی بود.
۶- پویراز یکی از نظامیان سابق در ارتش ترکیه است که برای شورای بزرگان کار می‌کند. زمانی که در عملیاتی تحت امر عادل اشرف اغلو است، یک چشم خود را از دست می‌دهد. پس از این اتفاق پویراز و دوستان خود، شروع می‌کنند به مستقل کار کردن و این اتفاق تا جایی اتفاق می‌افتد که پویراز به دولت خیانت می‌کند و توسط آقا عادل به زندانی در ازبکستان می‌افتد.
زمانی که سنجر قصد نابودی آقا عادل را دارد، او را از زندان آزاد کرده و بلای جان آقا عادل می‌کند. پویراز به شدت احساسی و البته کینه ایست که تا حد امکان تلاش می‌کند با پولاد دشمنی نکند. اما سنجر آن دو را به جان هم می‌اندازد. پویراز بر ضد پولاد عملیات‌های زیادی می‌دهد و در نهایت توسط کارا زنده به گور می‌کند.
۷- زکی توسط بزرگان آموزش دید و تحت دستور آنها، به اسکندر کبیر خدمت کرد. زمانی که پولاد او را دستگیر میکند به اطلاعات مهمی دست پیدا میکند. سپس زکی توسط اسکندر آزاد می شود و چون به دام افتاده است، توسط اسکندر کشته می شود.

## افراد استخبارات (کمین)
۱- اسکندر کبیر سرباز ارتش بود و سالها به عنوان نفر نظامی در ارتش فعالیت‌های مختلفی را از طرف دولت انجام داده و از این راه اعتبار فراوانی را نیز به دست آورده.
زمانی که به دلیل فعالیت‌های غیرقانونی از ارتش اخراج می‌شود، از استانبول نیز تبعید می‌شود اما تعداد زیادی از افراد سازمان امنیت، بخاطر وفاداری، برای او کار می‌کنند.
زمانی که می‌بیند یک سری بی نظمی در سازمان امنیت به وجود آمده، به استانبول برمیگردد تا زمام امور را در دست بگیرد.
او افرادی را که برایش کار کرده‌اند، نزد خود فرا می‌خواند تا با کمک آنها دولت را در دست بگیرد. اسکندر کبیر به بزرگ‌ترین عامل گلادیو در ترکیه تبدیل می‌شود. در واقع او دشمن گلادیو است اما گلادیو سال‌ها او را فریب داده و کنترل کرده به همین دلیل عملیات‌های گلادیو را غیر مستقیم رهبری می‌کند. او بر علیه پولاد علمدار عملیات‌های بسیار زیادی از دست می‌دهد و پولاد، مماتی و تونجای را به بدترین شکل شکنجه می‌کند، افراد نزدیک پولاد را از بین می‌برد، خانهٔ برادر پولاد علمدار را به آتش می‌کشد، همسر پولاد را از بین می‌برد.
می‌توان گفت که خطرناکترین و بدترین دشمن پولاد در تمام مجموعه است و تنها کسی است که پولاد را به شکل وحشتناکی شکنجه می‌کند
پولاد به دلیل خیانت او به وطن و کشتن همسرش، او را به دار می‌آویزد تا او را حقیر جلوه دهد.
اسکندر و پولاد علیرغم دشمنی خود، نقاط مشترکی نیز دارند. به عنوان مثال آن دو بسیار وطن‌پرست هستند و به وطن خود خدمت‌های زیادی کرده‌اند اما با ایدئولوژی‌های مختلفی از سمت دولت تربیت شده‌اند و این دلیل دشمنی آنان است.
۲- ارسوی الوبی (ارسوی آقا زاده)
یک نام مشهور در بین افراد اطلاعاتی که سالها در عراق مسئولیت‌های نظامی بسیار سنگینی را از سر گذرانده است.
ارسوی این گونه معرفی می‌شود که افراد دولت، تروریست‌ها، قاچاقچیان، خلافکاران و افراد استخبارات، همه و همه زیر دست او کار می‌کنند.
او در هر جای دولت نفوذ و احترام بسیار زیادی دارد و بسیار مورد احترام است.
در زمان‌های گذشته، اسکندر کبیر، ارسوی را در کوه، نزد تروریست‌ها می‌فرستد تا کشته شود اما او هر بار موفق می‌شود و زنده می‌ماند و در این درگیری پسر خود را از دست می‌دهد.
او سپس این اتفاق را فراموش کرده و با افرادش، برای مدیریت امور و به دست آوردن پول بیشتر سیگار قاچاق می‌کند. در اولین بار که با پولاد ملاقات می‌کنند آن دو با هم به تفاهم نمی‌رسند.
ارسوی که نمی‌خواهد پولاد مزاحمش شود، پسر مماتی را از بین می‌برد. او سپس به قبرستان حمله کرده و افراد زیادی را می‌کشد. او نیز مادر پولاد را زخمی کرده و به افراد مهم دولت حمله می‌کند. سر انجام پس از بازجویی توسط پولاد و مماتی از بالای ساختمان به پایین پرت می‌شود.
ارسوی به عنوان یک شخصیت بی رحم و روانپریش معرفی می‌شود. به دلیل اتفاقاتی که برایش افتاده است او هر کسی را که سر راهش قرار بگیرد از بین برده و در عین حال با دوستان خود بسیار مؤدب و قابل احترام برخورد می‌کند.
۳- حمید او دوست دوران کودکی عبدالحی است. وقتی که بزرگ می‌شود فریب خورده و وارد سازمان می‌شود. بعداً به عنوان اعتراف کننده از سازمان خارج شده و با ارسوی همکاری می‌کند. او قدرت بسیار زیاد و افراد زیادی نیز دارد و به سادگی می‌تواند هر کسی را از بین ببرد. ارسوی به همین دلیل حمید را به استانبول دعوت کرده که پولاد و افرادش را نابود کند.
حمید ابتدا با عبدالحی ملاقات می‌کند و از آنها می‌خواهد که با ارسوی الوبی توافق کنند و در فکر انتقام گرفتن نباشند. حتی او خود را واسطه قرار می‌دهد که پولاد و ارسوی با هم ملاقات کنند.
اما تلاش‌های حمید نتیجه نمی‌دهد و آنها با هم ملاقات نمی‌کنند. سر انجام حمید، در کنار ارسوی قرار گرفته و به او وفادار می‌ماند و با پولاد دشمن می‌شود. عبدالحی چند بار جان او را نجات می‌دهد تا این که پس از مرگ ارسوی حمید با پولاد همکاری می‌کند. آنها توافق می‌کنند که یک سری عملیاتی را که به دستور دولت انجام داده‌اند، افشا کنند و مکان پنهان سازی اجسادی را که کشته‌اند لو می‌دهد.
در حالی که حمید توسط افراد پلیس و پولاد به شدت حفاظت می‌شد، توسط کارا کشته می‌شود؛ زیرا اگر حمید با دولت همکاری می‌کرد، کارا و کاشف اغلو نیز با مشکل مواجه می‌شدند.
۴- کاظم کاشف اغلو مأمور اطلاعاتی سابق که با ارسوی همکاری می‌کند. بعد از مرگ ارسوی او به کارا پناه می‌برد و هنگامی که در زندان است، با تزریق امپول سمی توسط کارا کشته می‌شود.
۵- آقا متی (با متی ایمار اشتباه گرفته نشود) که در سابق رئیس پلیس بود، بخاطر اقدامات غیرقانونی به زندان می‌رود.
پس از درآمدن از زندان، در تلاش است که اعتبار از دست رفته خود را به دست آورد.
بزرگ‌ترین عامل موفقیت او نفوذ داشتن در سازمان تروریستی و لایه‌های عمیق دولتی است و همین امر باعث شده که عملیات‌های زیادی را از طرف دولت انجام دهد.
در ابتدا با پولاد علمدار کنار نمی‌آید و چندین بار سعی می‌کند پولاد را توسط سازمان از بین ببرد اما به زودی آن‌ها با هم دوست می‌شوند.
او به عنوان نائب آکساچلی (رئیس بزرگان) معرفی شده و وقتی در میابد که آکساچلی خائن است، شروع به همکاری با تیم پولاد علمدار می‌کند.
او در حمله پویراز برای دستگیری آقا عادل کشته می‌شود.
۶- متی آیمار از افراد اطلاعاتی که است که با سازمان سیا کار می‌کند و هنگامی که قلم یک سری افراد شکسته می‌شود به ترکیه برمیگردد.
متی که تشنه قدرت و پول است، عملیات‌هایی که بر ضد پولاد علمدار طرح‌ریزی می‌شود را رهبری می‌کند.
او در ابتدا برای بزرگان کار کرده سپس برای تمپلارها کار می‌کند.
بزرگ‌ترین دشمن او، هم نامش، آقا متی است و آن دو دائما با هم در رقابت هستند. مادر متی آیمار، علارغم دشمنی آنها، هر دو متی را بسیار زیاد دوست دارد. در قسمت های پایانی کمین، در حالی که متی آیمار در خدمت تمپلار ها هست، توسط پولاد علمدار به دام می افتد. پولاد میخواهد به پاس خدماتی که متی در سابق به وطن خود انجام داده، او با شرف بمیرد یعنی خودش با اسلحه به سر خود شلیک کند. اما متی از اعتماد پولاد سو استفاده کرده و می خواهد از پشت به پولاد شلیک کند اما پولاد متوجه شده و متی آیمار را با شلیک یک گلوله به قلب از بین میبرد.
۷- اونصال کمال در ابتدا به عنوان معاون استخبارات شروع به کار می‌کند. او با پولاد برای نابودی اسکندر همکاری می‌کند اما پس از مدتی مشخص می‌شود که او برای گلادیو کار می‌کند. هنگامی که خیانت او مشخص می‌شود پولاد او را از بین نمی‌برد زیرا می‌خواهد از طریق او، به رئیس گلادیو برسد. اما پس از این توسط پولاد گردنش شکسته شده و می‌میرد.
۸- کارا از افرادی است که توسط دولت به درون سازمان تروریستی نفوذ کرده بود. سپس بعد از انجام وظیفه خود، با دولت توافق می‌کند و مانند یک فردی که مرده، به زندگی خود ادامه می‌دهد. تنها کسی که می‌داند او زنده است، پسرش است. در فصل ششم و پس از مرگ ارسوی الوبی، در سریال ظاهر می‌شود. ابتدا در تلاش است کسانی که برای او خطرساز هستند را از میان بردارد. در این بین، او افرادی را مانند آلپر، حمید و کاشف اغلو را از میان برمی‌دارد. سپس در میابد که دولت به او نیاز دارد و باید سکوت ۱۵ ساله خود را شکسته و باز به میدان نبرد برگردد.
در ابتدا با پولاد علمدار ملاقات می‌کند و پولاد از او دربارهٔ کشتن افرادش می‌پرسد و کارا به پولاد جواب می‌دهد. این که چرا پولاد انتقام کشته شدن دوستانش، آلپر و حمید را از کارا نمی‌گیرد، نامعلوم است و با او توافق می‌کند.
کارا و پولاد به دوستانی بسیار خوب و نزدیک تبدیل می‌شوند و عملیات‌های بسیار زیادی را انجام می‌دهند. کارا در سازمان نیز افراد زیادی را دارد و این برای پیش برد اهداف پولاد عملدار نیز، ضروری است. او حتی یک گروه نظامی تحت عنوان تخته سیاه را به دستور پولاد برای عملیات نظامی آموزش می‌دهد.
در فصل‌های پایانی وادی گرگها کارا و افرادش که با یک گروه تروریستی در حال مبارزه هستند، اسیر می‌شوند و کارا توسط آقای کی به بیماری ابولا مبتلا می‌شود و به گروه نظامی خود، تخته سیاه، دستور می‌دهد که او را تیرباران کنند زیرا او نمی‌خواهد که دشمن او را از بین ببرد و ترجیح می‌دهد که توسط دوستان خود کشته شود.
۹- آلپر یکی از مقامات بالا رتبه استخبارات است. بعد از آشنایی با پولاد، ارتباط پولاد با استخبارات و بزرگان را تامین میکند. او همیشه یکی از نزدیکترین و وفادار ترین افراد پولاد است. زمانی که زمزمه زنده بودن کارا به گوش می رسد، آلپر و کاشف اغلو عملیاتی را برای دستگیری کارا طرح ریزی میکنند. کارا که نمیخواهد دستگیر شود آلپر را از بین میبرد.
زمانی که پولاد طی اولین ملاقات خود با کارا، علت کشتن آلپر را از کارا میپرسد، کارا میگوید که آلپر به تو هم خیانت کرده است. گرچه فیلم نامه نویسان میخواستند کارا را قهرمان جلوه دهند، اما سناریوی خیانت آلپر به پولاد هیچوقت تایید نشد و پس از آن نیز، تمام مخاطبان از آلپر به عنوان یک قهرمان یاد میکنند.
۱۰- احسان شربت یکی از افراد نظامی است است که سابق، در گروه پویزار فعالیت داشته است اما به دلیل این که عاشق خواهر یکی از افراد پویراز می شود، از گروه اخراج می شود. بعدا با گروه پولاد علمدار کار میکند و در عملیاتی توسط افراد تامر (از افراد بالتازار) کشته می شود.
۱۱- باقی یکی از افرار کارا است. در حمله متی ایمار برای دستگیری آقا عادل با نارنجک خود را در کنار دشمن منفجر میکند.
۱۲- عمر از افراد کاراست. به این دلیل که به آقا متی دروغ میگوید، متی او را از بین میبرد.
۱۳- عزیز دست راست آقا متی است. در حمله افراد متی ایمار برای دستیگری آقا عادل کشته میشود.

## افراد سازمان (کمین)
مورو رئیس سازمان تروریستی در استانبول که در همان ابتدا با پولاد دشمن می‌شود و عملیات‌های زیادی را بر علیه او انجام می‌دهد. اما پس از مدتی که به نظام فاسد در سازمان پی می‌برد به پولاد در نابودی رئیس فعلی سازمان کمک می‌کند و آنها شروع به همکاری می‌کنند. مورو و پولاد همچنین در نابودی اشخاص مشهور مانند اسکندر کبیر و جاوید اقارصو نیز همکاری می‌کنند.
مورو هنگامی که می‌خواهد انتقام افراد خود را از جواد آقارصو (برادر جاوید اقارصو) بگیرد، توسط افراد جواد دستگیر شده و سپس به او یک ماده روانگردان تزریق می‌کنند تا عقل خود را از دست بدهد.آرون فلر، رئیس گلادیو او را به کافه ای که سربازان درون آن هستند می‌برد و سپس بمبی که به مورو متصل بود، منفجر می‌شود و مورو و سربازان درون آن کافه کشته می‌شوند.
شخصیت کمدی مورو و افرادش، صحنه‌های خنده آور زیادی را در مجموعه خلق می‌کند در عین حال که صحنه مرگ مورو و افرادش از غم‌انگیزترین صحنه‌های کل سری وادی گرگهاست.
شاهمران او رئیس کل سازمان تروریسی است. فردی خشن و بی رحم است که با پولاد دشمنی می‌کند. در چندین عملیات عمدتاً در شمال عراق، او و پولاد با هم روبرو می‌شوند. سپس در آخرین عملیات آنها شاهمران دستگیر شده و پس از بازجویی توسط پولاد به دار آویخته می‌شود.
لاله زارا رئیس جدید سازمان در استانبول. او زنی صلح طلب است که کمابیش، با پولاد و افرادش رابطه چندان بدی ندارد. سر انجام توسط افراد سنجر برای به تأخیر انداختن مذاکرات کشته می‌شود.
جمال یکی از افراد بانفوذ سازمان که دوست ززا و کارا است. کارا از او برای داشتن اشراف در سازمان استفاده می‌کند ولی وفاداری جمال به سازمان بیشتر شده و دستور ترور مماتی را به یکی از افراد سازمان می‌دهد.
بعد از دانستن این موضوع، پولاد به جمال حمله کرده و قصد بازجویی از او را دارد که جمال توسط یک تک تیرانداز که از افراد ارکان بود، کشته می‌شود تا رازی را فاش نسازد.

## مافیای زیرزمینی (کمین)
۱- شرف زازا اوغلو
او به نام دایی ززا نیز شناخته می‌شود و از مافیاهای ترکیه است که به شکل زیر زمینی فعالیت می‌کند. او اصالتاً از کردهای اهل ززا است و به همین دلیل در سازمان و در بین افراد دولتی مانند اسکندر کبیر، نفوذ زیادی دارد.
زمانی در حال همکاری با اسکندر به جرم قاچاق مواد مخدر به زندان می‌رود و به ۲۵ سال حبس محکوم می‌شود. سپس توسط اسکندر از زندان آزاد می‌شود. ززا دوست ندارد اسکندر را ملاقات کند اما به دلیل وفاداری به او، در کنارش می‌ماند. یکی از بزرگ‌ترین نقاط قوت ززا نفوذ داشتن او در کوچه و خیابان است. به دلیل داشتن افراد زیاد، او از هر اتفاقی که در کوچه و خیابان می‌افتد آگاهی کامل دارد و حتی توانایی کنترلنبو وضعیت کوچه و خیابان را هم دارد.
بعد از مرگ اسکندر کبیر، ززا و پولاد علمدار دشمنی خود را رها کرده و با هم دوست می‌شوند. آنها همچنین با هم تجارت سیگار را انجام می‌دهند و به دوستانی بسیار خوب تبدیل می‌شوند.
اما بعداً ززا دیوانه می‌شود و بر ضد پولاد کارهایی را انجام می‌دهد. درست زمانی که پولاد قصد شلیک به ززا داشت، کارا به پولاد زنگ زده و او را از کشتن ززا منصرف می‌کند. بعد از آن اتفاق، ززا و پولاد با هم آشتی می‌کنند و دوباره دوست می‌شوند.
سر انجام ززا توسط یکی از افراد سازمان، در درگیری کشته می‌شود.
او به عنوان کسی که شخصیت کمدی و بسیار با مزه ای دارد شناخته می‌شود. بزرگ‌ترین نقطه ضعف او در زندگی، افرادش (جوهر و امداد) هستند. او حاضر است بخاطر آسیب نرسیدن به آنها هر کاری را حتی خلاف میل خود انجام دهد. ززا شخصیتی لجباز، پول دوست اما بسیار وفادار دارد. وفاداری او به پولاد، مماتی و سایر دوستانش تا جایی زیاد است که حتی قبول می‌کند با ارسوی توافق نکند و در کنار دوستانش به مبارزه ادامه دهد زیرا ارسوی قصد داشت دوستانش را از بین ببرد.
۲- امداد زازا اوغلو خواهر زاده دایی ززا و رئیس دوم مافیای ززا اوغلو است که جانشین دایی ززا به حساب می‌آید. او شخصیتی بسیار بامزه دارد و در کنار پوساط چاکر با هم زیر دست پولاد علمدار کار می‌کنند. در جریان حمله پویراز برای کشتن آقا عادل، او به شدت مجروح می‌شود اما سلامتی خود را دوباره به دست می‌آورد.
هنگامی که گروه ارمگدون به قبرستان حمله می‌کند، امداد مورد اصابت گلوله قرار گرفته و کشته می‌شود.
همواره طرفداران سریال از کشته شدن امداد در مجموعه ناراحت هستند و اعتراضاتی را به کارگردان و فیلمنامه‌نویس وارد می‌کنند.
۳- آقا عزت
آقا عزت سیگار قاچاق می‌کند. زمانی که پولاد از وظیفه دولتی اخراج می‌شود، شروع به کار با مافیای زیر زمینی می‌کند. سپس با آقا عزت صحبت می‌کند و آنها با هم شریک می‌شوند و سیگار قاچاق می‌کنند. رابطه آن دو خوب است تا زمانی که یکی از کشتی‌های عزت، پولاد علمدار را در دریا پیدا کرده و او را نجات می‌دهد.
عزت می‌خواهد پولاد را به اسراییلی‌ها فروخته و پول زیادی به دست بیاورد اما پولاد فرار می‌کند.
او سپس همسر و نوزاد پولاد را گروگان می‌گیرد و در جریان فرار آنها، نوزاد پولاد کشته می‌شود.
سپس پولاد به عزت حمله کرده و او را زنده به گور می‌کند.
۴- آقا یاشار
از اعضای مافیای زیر زمینی که تحت پوشش کارخانه لوازم شوینده، یکی از بزرگ‌ترین قاچاقچیان مواد مخدر است. رابطه او همیشه با پولاد سرد است اما آن دو با هم رابطه خود را تا مدت زیادی حفظ می‌کنند.
یاشار برای این که انتقام پسر خود را بگیرد، به یکی از افراد سازمان پول زیادی می‌دهد تا مماتی را از بین ببرد.
پس از پی بردن به این موضوع توسط پولاد، پولاد به او در دریا حمله کرده و سر او را به وسیله پروانه موتور قایق از تن جدا می‌کند.
۵- ذوالفقار
از دوستان مماتی، ززا و پولاد است. او همچنین محافظ علوی‌های ترکیه است و آبرو و اعتبار زیادی دارد.
او بهترین دوست پولاد است.
سپس در زمانی که مشغول محافظت از دفتر پولاد است، توسط تیم نظامی مارکوس کشته می‌شود.
۶- اوزجان برادر زاده ذوالفقار است که در آغاز با مماتی دشمنی می‌کند. زمانی که می‌خواهد مماتی را با همراهی افراد سازمان ازبین ببرد، اشتباهی یالچین بولوت را از بین می‌برد اما پس از آن پشیمان شده و مماتی او را می‌بخشد. همچنین به عنوان دست راست مماتی کار می‌کند. زمانی که حمید به ذوالفقار حمله کرد، دست اوزجان را نیز با ساطور قطع کرد و بعد از آن اوزجان خودکشی می‌کند و به زندگی خود پایان می‌دهد.
۷- جواد اقارصو و به‌طور کلی، خانواده اقارصو از خانواده‌های مهم در ترکیه محسوب می‌شوند که در دولت علی‌الخصوص در بین پلیس، نفوذ زیادی دارند.
جواد اقارصو در اصل، از افراد گلادیو و همچنین اسراییل است و از این طریق به یکی از خطرناکترین دشمن پولاد تبدیل می‌شود. جنون او در زنده زنده سوزاندن افراد است که شخصیتی خشن و بسیار بی رحم به او داده است. او ابتدا توسط مماتی سوزانده می‌شود و سپس نجات میابد و به فکر انتقام گرفتن از مماتی می‌باشد. اما درست در لحظه ای که می‌خواست مماتی را آتش بزند توسط پولاد گرفتار شده و فرار می‌کند. مماتی او را تعقیب کرده و با شلیک یک خشاب گلوله او را از بین می‌برد و سپس او را دفن می‌کند تا جسدش پیدا نشود.
جواد اقارصو شخصیتی کمدی، انتقام جو، بی رحم و ترسو دارد و یکی از خطرناکترین دشمنان پولاد به حساب می‌آید.
۸- بالتازار یکی از سران مافیای زیر زمینی و دشمن پوساط چاکر. توسط پوساط با ضربه تبر به گردنش کشته می شود.
۹- پوساط چاکر فرزند سلیمان چاکر است. هنگامی که سلیمان چاکر کشته میشود، او نیز که یک کودک بود، به همراه خانواده به پاریس مهاجرت میکند. هنگامی که پسر مماتی کشته می شود، او نیز به ترکیه برمیگردد. پوساط، به دلیل دوستی پولاد و پدرش میخواهد که زیر دست پولاد در عملیات ها شرکت کند. علارغم مخالفت پولاد با این کار، به دلیل این که پوساط به بی راهه کشیده نشود، پولاد او را به سمت ابدارچی دفتر خود منصوب میکند. پوساط، بعدا توسط یکی از افراد قدیمی و با وفای پدرش به نام رییس، تبدیل به رییس مافیا می شود.
هنگامی که او رییس مافیا میشود، شیفته غرور و قدرت می شود. با مماتی و زازا دشمنی میکند. اما بعد از مرگ مماتی، وفاداری خود را به پولاد اعلام میکند. پوساط بخاطر کارهای ناپخته ای که انجام میدهد دائما توسط مماتی و اورهان مورد بازخواست قرار میگیرد. بعدا به دستور پولاد برای شورای بزرگان نیز کار میکند و به یکی از ماموران بزرگان تبدیل میشود. 
او در ادامه با امداد زازا اوغلو، احسان شربت و بکتاش شروع به  پیش بردن کارهای مافیایی خود و کنترل پخش مواد مخدر میکند. این کار را به دستور رییس بزرگان انجام میدهد.
در همین جریان او با بالتازار که یک مافیاست وارد جنگ میشود. سپس با ستارزازا اوغلو و خواهر زاده او، میران زازا اوغلو و ذوالفقار شروع به تجارت میکند.
هنگامی که آندری روباه با او دشمن میشود، به دفتر او حمله کرده و پوساط را از بین میبرد.
۱۰- رییس دست راست پوساط چاکر است. او یک فرد قدیمی در مافیاست که تمام اصول مافیایی را میداند. تصور میشود او در جوانی از افراد سلیمان چاکر و یا لازضیا بوده است. سرانجام در حمله پویراز برای از بین بردن آقا عادل کشته میشود.
او همواره شخصیتی وفادار و فهمیده را به تصویر میکشد.
۱۱- ستار زازا اوغلو برادر شرف زازا اوغلو است که به جرائم مختلف به حبس ابد محکوم شده و از ترکیه به آلمان فرار میکند. زمانی که پوساط میخواهد کنترل استانبول را در دست بگیرد، او را به ترکیه برمیگرداند و آنها با هم شروع به همکاری میکنند.
وقتی که میران زازا اوغلو، خواهر زاده ستار توسط آندری روباه کشته می شود، ستار به فکر انتقام می افتد و بی خبر از پولاد به مخفیگاه اندری حمله میکند و به دردسر می افتد.
آندری ستار را گروگان میگیرد تا با پولاد توافق کند. اما پوساط بی خبر از پولاد آندری را تعقیب میکند تا ستار را نجات دهد ولی پوساط هم نیز توسط افراد آندری به دام می افتد.
آندری که فکر میکند پولاد، پوساط را به تعقیب او فرستاده است، ستار آقا را میکشد.
۱۲- میران زازا اوغلو خواهر زاده ی آقا ستار و همچنین دوست پوساط چاکر است. در جریان خیانت بالتازار به پوساط، توسط آندری روباه مورد اصابت گلوله قرار گرفته و کشته می شود.

## شخصیت های کمکی
۱- نسرین چاکر همسر سلیمان چاکر است. او بعد از مرگ سلیمان چاکر عاشق آقا متی میشود. از آنجایی که آقا متی برای بزرگان کار میکند و ازدواج، خلاف اصول بزرگان است. در یک حادثه رانندگی توسط بزرگان کشته میشود.
گرچه این موضوع صراحتا در سریال مطرح نشده است. اما اکثر مخاطبان مرگ نسرین را به بزرگان ربط میدهند.
۲- ابرو دورو دختر ارجمنت دورو و همسر پولاد علمدار است.پولاد با وجود این که او را دوست ندارد اما به اصرار مادرش با او ازدواج میکند. درنهایت توسط اسکندر کبیر در ماشین حاوی بمب کشته میشود.
گرچه صراحتا در مجموعه عنوان نمیشود اما ازدواج ابرو با پولاد تصادفی نبوده و از نقشه بزرگان بوده زیرا پدر ابرو از افراد بزرگان بوده که مرتکب خیانت شده. همچنین یک نظریه است که بزرگان در کشته شدن ابرو نقش داشتند زیرا ابرو یک نقطه ضعف برای پولاد بود و در اصول بزرگان ازدواج ممنوع است. اما این موضوع هیچگاه کاملا تایید یا رد نشد.
۳- ارجمنت دورو  استاد دانشگاه و پدرزن پولاد است. او ابتدا از افراد بزرگان بود که به آنها خیانت کرد و به گلادیو خدمت کرد. گرچه او از افراد کلیدی گلادیو محسوب نمی شود اما به دستور گلادیو کارهای غیر قانونی را انجام میدهد. در کمین افراد گلادیو برای نجات او، توسط عبدالحی مورد اصابت گلوله قرار گرفته و کشته میشود.
۴- سرهنگ رضوان از افراد مسعود پاشا و یک نظامی است که در نابودی گلادیو به پولاد کمک میکند. او هنگامی که نفر پنجم گلادیو را پیدا میکند توسط یک فرد ناشناس خفه میشود و بعدا یک بمب در دفترش منفجر میشود تا اثر جرم را از بین ببرد. 
گمان میرود که آن فرد ناشناس از افراد جواد آقارصو یا گلادیو بوده.
۵- یالچین یلدیز وکیل شرکت تاتاراغلو است. او فردی با نفوذ و منفعت طلب است. همچنین او پنچمین عامل گلادیو در ترکیه شناخته میشود که در نهایت توسط یالچین بولوت کشته میشود.
۶- فرمان پسر کارا و از افراد پولاد علمدار است. او به دور از چشم پدر خود ازدواج کرده و بعدا صاحب فرزند می شود. به دلیل یک اشتباهی که کارا در دشمنی با آقا متی مرتکب میشود، توسط یکی از افراد متی که برای سازمان کار میکند کشته می شود.احتمالا دستور قتل را کسی به جز متی داده است و یا متی ناخواسته این دستور را صادر کرده است. این که دقیقا این شخص به دستور چه کسی این کار را انجام داده است هیچوقت در سریال مستقیم عنوان نشد.

## مخوف ترین حملات سری کمین
- حمله اسکندر به خانه حکمت دیوانه
- حمله ارسوی به قبرستان
- حمله متی ایمار برای دستگیری آقا عادل
- حمله سایه به گروه کا.گ.ت

## مواردی که شاید برای شما جالب باشد
- در قسمتی که پولاد میخواهد آقا عزت را زنده به گور کند، واقعا بازیگر نقش آقا عزت نزدیک بود که با آب خفه شود و حتی بیهوش نیز میشود. اما بعد از به هوش آمدن برا طبیعی شدن ایفای نقش خود ادامه نقش را اجرا میکند.
- آقا متی به عنوان یک شخصیت  کاریزماتیک شروع به کار میکند. یکی از افراد او پسر کارا را از بین میبرد اما کارا متی را نمیکشد ( درواقع کارا متی را مقصر نمیداند و فقط میخواهد که او به زندان برود). همیشه بین آن دو یک احساس محبت مخفی وجود دارد گرچه شاید ظاهرا هم دیگر را دوست نداشته باشند ( هنگامی که باقی و عزیز کشته میشوند و کارا بخاطر باقی به شدت ناراحت است، متی به شکل غیر مستقیم نگران حال کارا میباشد و او را تنها نمیگذارد) یکی از زیباترین و غم انگیزترین سکانس های وادی گرگها در همین جاست. اما فیلم نامه نویسان به شکل غیر منطقی طوری شخصیت آقا متی را حذف میکنند که انگار هیچ قدرتی ندارد.
- یک سناریو وجود دارد که میگوید کارا ابتدا قرار بود به عنوان یک شخصیت شرور به سریال بیاید اما احساس کردند که سریال خیلی بی معنی میشود و بنابراین کارا جزو قهرمانان سریال شد.